# 紅顏好命
紅顏好命（日语：エリカヴィータ），是日本現役純種競賽馬匹。目前主要勝場為花仙錦標。

## 出賽前
2019年2月3日出生於北海道安平町北部牧場，成長途中於拍賣會上被馬主三木正浩以1億8700萬日圓購入。
其後交由美浦訓練中心練馬師國枝榮訓練。

## 競賽生涯

### 2歲
2021年10月16日出戰東京競馬場2歲新馬戰，維持於中團位置下穩步推進，於直路剩下400米時開始抽出外檔加速，最終超越前方對手後以1 1/2馬位優勢取得首勝。

### 3歲
2022年首戰選擇為妖精錦標，出閘後因為慢閘於後方位置等待時機，然而於第四彎道再度出現狀況，和其他馬匹接觸下於直路未有太大反應，最終以第十落敗。
其後以花仙錦標作為目標，比賽初段於順利出閘後隨即進佔第四的位置，保持自身節奏下等待時機。進入直路後，其隨即加速迫近前方領放的Personal High，最終壓贏對手下以3/4馬位取得勝利。
5月按照計劃出戰優駿牝馬（日本橡樹大賽），然而採取居中戰術下未能在直路展步加速，最終僅跑獲第九的名次。
秋季仍然未能做出成績，於秋華賞及綠松石錦標分別取得第十三及第九。

### 4歲
2023年繼續出戰賽事，然而除了於公開賽五月錦標跑獲第五及表列賽十二月錦標取得第四外，其他賽事均取得兩位數的戰績。

### 5歲
2024年上半年均出戰雌馬限定賽事，然而繼續未能做出優秀戰績。
進入下半年，其以皇后錦標作為挑戰，然而以第十一落敗，其後出戰表列賽新潟牝馬錦標亦僅跑獲第六。
11月11日再度挑戰一級賽女皇伊利沙伯二世盃，但最終以第十二大敗。

### 6歲
2025年以本年度新設立的小倉牝馬錦標作為首戰，比賽初段選擇於中團貼欄杆位推進，於進入最後彎道時候逐步抽出取位。然而進入直路後，其在中檔位置未有任何明顯的加速走勢，最終僅以第十二名完賽。
4月以福島民報盃作為目標，在直路開始失勢下以第九落敗，其後出戰都大路錦標，一直維持在中團內欄位置下未能於直路衝出，最終以第第十一落敗。
6月22日重返分級賽出戰府中牝馬錦標，本次比賽改變策略選擇領放，一直保持優勢下直至直路才逐步後退，最終取得第六的戰績。

### 詳細賽績
| 日期        | 舉辦國家 | 馬場 | 距離   | 級別 | 賽事名稱           | 負重 | 騎師       | 馬號 | 出馬 | 名次 | 時間   | 頭馬（二馬）       |
| ----------- | -------- | ---- | ------ | ---- | ------------------ | ---- | ---------- | ---- | ---- | ---- | ------ | ------------------ |
| 16/10/2021  | 日本     | 東京 | 草1600 |      | 2歲新馬            | 54   | 李慕華     | 12   | 18   | 1    | 1:36.4 | （Qedesh）         |
| 10/1/2022   | 日本     | 中山 | 草1600 | GIII | 妖精錦標           | 54   | 李慕華     | 9    | 16   | 10   | 1:36.0 | 北島名花           |
| 24/4/2022   | 日本     | 東京 | 草2000 | GII  | 花仙錦標           | 54   | 田邊裕信   | 2    | 15   | 1    | 2:00.4 | （Personal High）  |
| 22/5/2022   | 日本     | 東京 | 草2400 | GI   | 優駿牝馬           | 55   | 福永祐一   | 9    | 17   | 9    | 2:25.0 | 星映天下           |
| 16/10/2022  | 日本     | 阪神 | 草2000 | GI   | 秋華賞             | 55   | 福永祐一   | 13   | 16   | 13   | 1:59.5 | 艷玫華彩           |
| 17/12/2022  | 日本     | 中山 | 草1600 | GIII | 綠松石錦標         | 54   | 福永祐一   | 14   | 16   | 9    | 1:33.8 | 紐約小姐           |
| 14/2/2023   | 日本     | 中京 | 草2000 | GIII | 愛知盃             | 54   | 岩田望來   | 5    | 15   | 14   | 2:05.3 | 文藝影院           |
| 22/4/2023   | 日本     | 福島 | 草1800 | GIII | 福島牝馬錦標       | 57   | 富田曉     | 4    | 15   | 10   | 1:48.5 | 如星繁花           |
| 20/5/2023   | 日本     | 東京 | 草1800 | OP   | 五月錦標           | 54   | 北村宏司   | 1    | 18   | 5    | 1:45.4 | 櫻花永放           |
| 14/10/2023  | 日本     | 東京 | 草1800 | GII  | 府中牝馬錦標       | 55   | 三浦皇成   | 2    | 13   | 11   | 1:47.0 | 神姬               |
| 17/12/2023  | 日本     | 中山 | 草1800 | L    | 十二月錦標         | 56   | 北村宏司   | 3    | 13   | 4    | 1:48.1 | 長跑長有           |
| 13/1/2024   | 日本     | 小倉 | 草2000 | GIII | 愛知盃             | 55   | 佐佐木大輔 | 10   | 14   | 10   | 1:58.8 | 覓奇瑰麗           |
| 20/4/2024   | 日本     | 福島 | 草1800 | GIII | 福島牝馬錦標       | 56   | 富田曉     | 2    | 16   | 5    | 1:47.3 | 美岸景色           |
| 16/6/2024   | 日本     | 京都 | 草2000 | GIII | 人魚錦標           | 54   | 小澤大仁   | 14   | 16   | 7    | 1:57.9 | 真雅倩             |
| 28/7/2024   | 日本     | 札幌 | 草1800 | GIII | 皇后錦標           | 56   | 池添謙一   | 11   | 14   | 11   | 1:48.1 | 飛霞灑金           |
| 20/10/2024  | 日本     | 新潟 | 草2200 | L    | 新潟牝馬錦標       | 56   | 丸山元氣   | 1    | 13   | 6    | 2:13.9 | 完全完美           |
| 11//11/2024 | 日本     | 京都 | 草2200 | GI   | 女皇伊利沙伯二世盃 | 56   | 藤岡佑介   | 10   | 17   | 12   | 2:12.1 | 艷玫華彩           |
| 26/1/2025   | 日本     | 小倉 | 草2000 | GIII | 小倉牝馬錦標       | 53   | 池添謙一   | 11   | 18   | 12   | 1:59.2 | 大受尊重 爍亮麗[a] |
| 13/4/2025   | 日本     | 福島 | 草2000 | L    | 福島民報盃         | 56   | 小澤大仁   | 15   | 10   | 9    | 2:00.5 | Sirius Colt        |
| 25/5/2025   | 日本     | 新潟 | 草1800 | L    | 都大路錦標         | 53   | 和田龍二   | 17   | 14   | 11   | 1:47.0 | 東赤兔             |
| 22/6/2025   | 日本     | 東京 | 草1800 | GIII | 府中牝馬錦標       | 52   | 丸山元氣   | 6    | 14   | 6    | 1:46.4 | 東赤兔             |

a 此兩駒為平頭冠軍

## 血統簡介
父系夏威夷王爲日本賽駒，生涯戰績極爲優秀，僅得一戰未能獲勝，曾勝出一級賽NHK一哩賽及東京優駿（日本打吡），爲日本史上首匹贏得變則二冠的賽駒。祖父金滿寶爲美國生產的法國賽駒，曾三勝一級賽，亦爲近代著名種馬之一。
母系Marciano為日本賽駒，生涯僅勝出條件戰。外祖父富士奇蹟爲日本賽駒，生涯出戰四場賽事全勝，包含一級賽朝日盃三歲錦標，曾被看好可以達成無敗三冠的偉業，但於彌生賞後因傷退役，因而被稱爲「幻之三冠馬」。

### 血統表
| 父線：金滿寶系（淘金者系）       |                          |                 |                |
| 種馬 夏威夷王 2001年（棗色）     | 金滿寶 1990年（棗色）    | 淘金者          | Raise a Native |
| 種馬 夏威夷王 2001年（棗色）     | 金滿寶 1990年（棗色）    | 淘金者          | Gold Digger    |
| 種馬 夏威夷王 2001年（棗色）     | 金滿寶 1990年（棗色）    | Miesque         | 雷利耶夫       |
| 種馬 夏威夷王 2001年（棗色）     | 金滿寶 1990年（棗色）    | Miesque         | Pasadoble      |
| 種馬 夏威夷王 2001年（棗色）     | Manfath 1991年（深棗色） | 最後大官        | Try My Best    |
| 種馬 夏威夷王 2001年（棗色）     | Manfath 1991年（深棗色） | 最後大官        | Mill Princess  |
| 種馬 夏威夷王 2001年（棗色）     | Manfath 1991年（深棗色） | Pilot Bird      | Blakeney       |
| 種馬 夏威夷王 2001年（棗色）     | Manfath 1991年（深棗色） | Pilot Bird      | The Dancer     |
| 繁殖雌馬 Marciano 2010年（棕色） | 富士奇蹟 1992年（棕色）  | 週日寧靜        | Halo           |
| 繁殖雌馬 Marciano 2010年（棕色） | 富士奇蹟 1992年（棕色）  | 週日寧靜        | Wishing Well   |
| 繁殖雌馬 Marciano 2010年（棕色） | 富士奇蹟 1992年（棕色）  | Millracer       | Le Fabuleux    |
| 繁殖雌馬 Marciano 2010年（棕色） | 富士奇蹟 1992年（棕色）  | Millracer       | Marston's Mill |
| 繁殖雌馬 Marciano 2010年（棕色） | Keltshaan 1994年（棗色） | Pleasant Colony | His Majesty    |
| 繁殖雌馬 Marciano 2010年（棕色） | Keltshaan 1994年（棗色） | Pleasant Colony | Sun Colony     |
| 繁殖雌馬 Marciano 2010年（棕色） | Keltshaan 1994年（棗色） | Featherhill     | 利法爾         |
| 繁殖雌馬 Marciano 2010年（棕色） | Keltshaan 1994年（棗色） | Featherhill     | Lady Berry     |
| 雌系：號族：14                   |                          |                 |                |
| 五代內近親交配：北地舞人 5×5×5   |                          |                 |                |

## 命名由來
名字中，Erika（エリカ）為馬主三木正浩之冠名，出自其千金之名字；Vita（ヴィータ）於意大利語中，帶有「生命」之意思，亦同樣帶有「牠是父系夏威夷王最後一代子嗣」的喻意，香港則只取後半部分，翻譯為「紅顏好命」。

## 外部連結
- 紅顏好命 netkeiba.com
- 血統表